# Grand Prix Niemiec 1978
Grand Prix Niemiec 1978 (oryg. Großer Preis von Deutschland) – 11. runda Mistrzostw Świata Formuły 1 w sezonie 1978, która odbyła się 30 lipca 1978, po raz trzeci na torze Hockenheimring.
40. Grand Prix Niemiec, 26. zaliczane do Mistrzostw Świata Formuły 1.

## Klasyfikacja
| Legenda oznaczeń w tabelach wyników Wyświetl szablon na nowej stronie | Legenda oznaczeń w tabelach wyników Wyświetl szablon na nowej stronie                                                                     |
| Oznaczenie                                                            | Wyjaśnienie |
| --------------------------------------------------------------------- | --- |
| Złoty                                                                 | Zwycięzca lub mistrzostwo |
| Srebrny                                                               | 2. miejsce lub wicemistrzostwo |
| Brązowy                                                               | 3. miejsce lub II wicemistrzostwo |
| Zielony                                                               | Ukończył, punktował (w klasyfikacji generalnej, gdy zdobył co najmniej jeden punkt na przestrzeni sezonu, poza trzema powyższymi opcjami) |
| Niebieski                                                             | Ukończył, nie punktował (w klasyfikacji generalnej, gdy nie zdobył co najmniej jednego punktu na przestrzeni sezonu)                      |
| Czerwony                                                              | Nie zakwalifikował się (NZ) |
| Czerwony                                                              | Nie prekwalifikował się (NPK) |
| Różowy                                                                | Nie ukończył (NU) |
| Różowy                                                                | Niesklasyfikowany (NS) (w klasyfikacji generalnej, gdy nie został sklasyfikowany w żadnym wyścigu sezonu)                                 |
| Czarny                                                                | Zdyskwalifikowany (DK) |
| Czarny                                                                | Wykluczony (WYK/EX) |
| Biały                                                                 | Nie wystartował (NW) |
| Biały                                                                 | Kontuzjowany (K/INJ) |
| Biały                                                                 | Wyścig odwołany (OD/C) |
| Bez koloru                                                            | Został wycofany (WYC/WD) |
| Bez koloru                                                            | Nie przybył (NP/DNA) |
| Bez koloru                                                            | Nie brał udziału w treningach (NT/DNP) |
| Bez koloru                                                            | Nie został zgłoszony (–) |
| Pogrubienie                                                           | Start z pole position |
| Kursywa                                                               | Najszybsze okrążenie wyścigu |
| †                                                                     | Nie ukończył, ale jego rezultat został zaliczony ze względu na przejechanie więcej niż 90% dystansu wyścigu.                              |
| *                                                                     | Sezon w trakcie |
| 1/2/3                                                                 | Punktowana pozycja w sprincie kwalifikacyjnym                                                                                             |
| Lista systemów punktacji Formuły 1                                    | |

| Poz. | Nr. | Kierowca              | Konstruktor        | Okrążeń | Czas/powód NU   | Poz. start. | Punktów |
| ---- | --- | --------------------- | ------------------ | ------- | --------------- | ----------- | ------- |
| 1    | 5   | Mario Andretti        | Lotus-Ford         | 45      | 1:28:00.90      | 1           | 9       |
| 2    | 20  | Jody Scheckter        | Wolf-Ford          | 45      | +15.35 sek.     | 4           | 6       |
| 3    | 26  | Jacques Laffite       | Ligier-Matra       | 45      | +28.01 sek.     | 7           | 4       |
| 4    | 14  | Emerson Fittipaldi    | Fittipaldi-Ford    | 45      | +36.88 sek.     | 10          | 3       |
| 5    | 3   | Didier Pironi         | Tyrrell-Ford       | 45      | +57.26 sek.     | 16          | 2       |
| 6    | 25  | Héctor Rebaque        | Lotus-Ford         | 45      | +1:37.86        | 18          | 1       |
| 7    | 2   | John Watson           | Brabham-Alfa Romeo | 45      | +1:39.53        | 5           |         |
| 8    | 12  | Gilles Villeneuve     | Ferrari            | 45      | +1:56.87        | 15          |         |
| 9    | 35  | Riccardo Patrese      | Arrows-Ford        | 44      | +1 okrążenie    | 14          |         |
| 10   | 32  | Keke Rosberg          | Wolf-Ford          | 42      | +3 okrążenia    | 19          |         |
| 11   | 23  | Harald Ertl           | Ensign-Ford        | 41      | Silnik          | 17          |         |
| DK   | 36  | Rolf Stommelen        | Arrows-Ford        | 42      | Dyskwalifikacja | 23          |         |
| NU   | 6   | Ronnie Peterson       | Lotus-Ford         | 36      | Skrz. biegów    | 2           |         |
| DK   | 7   | James Hunt            | McLaren-Ford       | 34      | Dyskwalifikacja | 8           |         |
| NU   | 27  | Alan Jones            | Williams-Ford      | 31      | Prob. z paliwem | 6           |         |
| NU   | 22  | Nelson Piquet         | Ensign-Ford        | 31      | Silnik          | 21          |         |
| NU   | 19  | Vittorio Brambilla    | Surtees-Ford       | 24      | Prob. z paliwem | 20          |         |
| NU   | 8   | Patrick Tambay        | McLaren-Ford       | 16      | Wypadek         | 11          |         |
| NU   | 11  | Carlos Reutemann      | Ferrari            | 14      | Prob. z paliwem | 12          |         |
| NU   | 1   | Niki Lauda            | Brabham-Alfa Romeo | 11      | Silnik          | 3           |         |
| NU   | 15  | Jean-Pierre Jabouille | Renault            | 5       | Silnik          | 9           |         |
| NU   | 9   | Jochen Mass           | ATS-Ford           | 1       | Wypadek         | 22          |         |
| NU   | 16  | Hans Joachim Stuck    | Shadow-Ford        | 1       | Wypadek         | 24          |         |
| NU   | 4   | Patrick Depailler     | Tyrrell-Ford       | 0       | Wypadek         | 13          |         |
| NZ   | 17  | Clay Regazzoni        | Shadow-Ford        |         |                 |             |         |
| NZ   | 10  | Jean-Pierre Jarier    | ATS-Ford           |         |                 |             |         |
| NZ   | 18  | Rupert Keegan         | Surtees-Ford       |         |                 |             |         |
| NZ   | 37  | Arturo Merzario       | Merzario-Ford      |         |                 |             |         |
| NZ   | 31  | René Arnoux           | Martini-Ford       |         |                 |             |         |
| NZ   | 30  | Brett Lunger          | McLaren-Ford       |         |                 |             |         |